# Coalición Internacional contra las Desapariciones Forzadas
La Coalición Internacional contra las Desapariciones Forzadas (ICAED) reúne a organizaciones de familiares de desaparecidos y las ONG de derechos humanos que trabajan de una manera no violenta contra la práctica de las desapariciones forzadas en el ámbito local, nacional e internacional.
La ICAED tiene como objetivo promover el mayor número Estados del mundo la ratificación e implementación generalizada sin demora de la Convención Internacional para la Protección de todas las Personas contra las Desapariciones Forzadas. Esta herramienta jurídica fue adoptada por la Asamblea General de las Naciones Unidas el 20 de diciembre de 2006. Se abrió a la firma el 6 de febrero de 2007 y entró en vigor el 23 de diciembre de 2010. A partir de marzo de 2015, 94 Estados han firmado la convención y 46 la han ratificado.

## Inicios
La ICAED fue fundada oficialmente en septiembre de 2007 para reforzar la campaña internacional en favor de la ratificación de la Convención mediante acciones efectivas, creativas y didácticas a fin de conseguir mayor impacto en la comunidad mundial.  Fundación que se dio durante un evento paralelo a la sesión del Consejo de Derechos Humanos en Ginebra. La ICAED forma la siguiente fase en la cooperación internacional de todos los que trabajan hacia una mejor protección contra las desapariciones forzadas. 
La Federación Latinoamericana de Asociaciones de Familiares de Detenidos-Desaparecidos FEDEFAM debatió el posible  proyecto de una Convención ya en su congreso de 1982 en Lima. En ese mismo año varios abogados eminentes, como Eduardo Novoa Monreal de Chile y Alfredo Galletti de Argentina, redactaron el primer texto para una Convención contra las desapariciones forzadas.
Durante las negociaciones para la Convención de 2001 a 2003 en Ginebra, en el ´Grupo de Trabajo Abierto para elaborar un instrumento jurídicamente vinculante para la protección de todas las personas de la desaparición forzada´ miembros de las familias de desaparecidos de todos los continentes y las ONG internacionales de derechos humanos como Amnistía Internacional, Observatorio de Derechos Humanos, Comisión Internacional de Juristas y FIDH han cooperado de manera ad hoc para convencer a los Estados miembros de la ONU a adoptar el texto más firme posible.
Después de la adopción del texto por este grupo de trabajo el 23 de septiembre de 2005 y después de la aprobación de la Asamblea General la atención se desplazó desde el nivel de las Naciones Unidas a nivel nacional. La ratificación por todos los gobiernos fue la siguiente fase. Debido a la posición ambigua de algunos gobiernos hacia la Convención, la ICAED fue fundada para organizar una campaña internacional para la Convención.
Para mayo de 2015, la ICAED cuenta con 53 organizaciones miembros que vienen de todas partes del mundo. Las campañas nacionales para el Convenio se han desarrollado en varios países. El País por País Campaña de Ratificación, que fue lanzado en marzo de 2009 con acciones exitosas en Marruecos, es la última de las actividades conjuntas de los miembros de la coalición.